# Santiago Roth
Santiago Roth, también conocido como Kaspar Jakob Roth-Schuetz (n. Herisau, Suiza, 14 de junio de 1850; f. Buenos Aires, 4 de agosto de 1924) fue un naturalista, explorador y paleontólogo helvético-argentino.

## Biografía
Roth creció en Herisau, Suiza, como el mayor de doce niños. Sus padres venían del Cantón de Berna. Cursó estudios en la Kantonsschule de la cercana ciudad de San Galo, donde su profesor, Dr. Friedrich Bernhard Wartmann, también Director del Museo de Historia Natural de St. Gallen, tuvo gran influencia sobre él. Con este conocido botánico aprendió acerca de la recolección y preparación de las plantas.
En el año 1866 y por razones económicas, la familia Roth emigró hacia Argentina, a la Colonia Baradero
(Provincia de Buenos Aires). Allí aprendió el oficio de marroquinero. Creó un herbario, así como también una colección de mariposas y otra de piedras.
Se casó con la profesora, educada en Suiza, Elizabeth Schütz, que también había emigrado con su familia
a Argentina, quien lo ayudó más tarde a organizar su trabajo.
Su pasión por coleccionar sería más adelante hacia fósiles de animales, los que encontraba en los vastos
alrededores. Ya en el año 1878 pudo vender su primera colección de fósiles de mamíferos al dinamarquense Dr. Laussen, el que los hizo transportar al Museo Zoológico de Copenhague.
Esta estimación de sus hallazgos le dieron alas. Otro interesado era el Profesor Carl Vogt de la Universidad de Ginebra. Los hallazgos de fósiles de Roth llegaron bastante dañados a Ginebra. Por esta razón, en el año 1880, Roth regresó a Suiza para reparar los huesos en el laboratorio del museo en Ginebra y bajo la supervisión de Carl Vogt. Allí, en la Universidad de Ginebra, como autodidacta, pudo asistir a conferencias en Geología, Zoología y Osteología.
De regreso a Argentina, escogió como lugar de investigación, la cuenca del Río Paraná y la Provincia de Entre Ríos. Los resultados condujeron a Roth a una de sus primeras publicaciones. El hallazgo de un esqueleto humano en el mismo lugar, conocido como cráneo de Fontezuelas (en el Museo Zoológico de Copenhague), así como la caparazón del Glyptodon, un mamífero gigante, demostró la simultaneidad de seres humanos y mamíferos gigantes en la formación de las Pampas.
Roth buscaba más compradores de sus colecciones de fósiles y por este motivo, en el año 1887, regresó con toda su familia a Suiza. La Confederación Suiza y el Cantón de Zúrich, por recomendación del Geólogo Prof. Albert Heim, de la ETH (Escuela Politécnica Federal de Zúrich), le compraron su colección n.º 5, la cual se conserva actualmente en el Museo Zoológico de la Universidad de Zúrich. En el año 2000, una exposición especial incorporó esta colección de Roth. Durante su estadía en Suiza, asistió no solo a cursos, sino que acompañó a Albert Heim en investigaciones hidrogeológicas sobre corrientes de agua subterráneas en Suiza.
Estos conocimientos le sirvieron más tarde en Argentina, su país de elección.
Después de las primeras difíciles excursiones hacia la Patagonia media y en la desembocadura del río Negro en el año 1885, siguieron, en el año 1891, otros viajes de investigación paleontológica junto con el Dr. Florentino Machon, otro inmigrante suizo, a lo largo de los ríos Negro, Limay (lago Nahuel Huapi) y Chubut.
El Dr. Francisco Pascasio Moreno (conocido como Perito Moreno), primer Director del Museo de La Plata, lo nombró Director de la Sección Paleontológica en 1895. Como delegados del gobierno argentino, Moreno y Roth cooperaron desde 1897 hasta 1899 y otra vez en el año 1902 en la delimitación de la frontera andina entre Argentina y Chile. Por encargo del Estado y de su delegado Moreno, escogió una posición para una nueva colonia, trató con los terratenientes y creó con eso la base para la que más tarde sería la ciudad de San Carlos de Bariloche. Durante esta instancia descubrió la formación Río Frías, en el curso superior del río Cisnes.
En una publicación de 1903 definió a los Notoungulatas como una nueva categoría de mamíferos prehistóricos encontrados solamente en Sudamérica.
En 1905 fue nombrado profesor titular de Paleontología en la Universidad de La Plata. A partir de 1908 como Director del Instituto Geológico-Topográfico de la provincia de Buenos Aires, organizó más de cien excavaciones para el suministro de agua durante un período de nueve años. Por último, consiguió grandes beneficios cuando, por encargo gubernamental, mejoró a través de fuentes subterráneas el agua potable en la árida región de la provincia de Santiago del Estero.
Durante una excursión en la provincia de Salta enfermó de malaria. Esta situación dificultó sus futuros trabajos. El 4 de agosto de 1924 falleció en la ciudad de Buenos Aires. A su entierro, el embajador de Suiza en Argentina y otras personalidades honoraron su obra.

## Reconocimientos
- Doctor honoris causa, Universidad de Zúrich, 1900
- Miembro del International Committee of Geological Correlation, New York
- Una especie sudamericana de lagarto, Liolaemus rothi, ha sido nombrada en su honor.[6]